# Nicolas Rabuel
Pour les articles homonymes, voir Rabuel.
Nicolas Rabuel, né le 15 janvier 1978 à Bourg-en-Bresse, est un footballeur français qui évoluait au poste de défenseur actuellement entraîneur.

## Biographie
Il commence sa carrière en 1997, chez les réservistes de l'Olympique lyonnais, avant de partir pour Angoulême. Il y reste une saison, avant de rejoindre successivement Nancy et Louhans-Couiseaux. Il s'installe ensuite à Rouen, où il obtient la montée en Ligue 2. Cependant, il quitte le navire après deux ans passés au club, et se voit transféré à l'AS Cannes. Après seulement 13 matchs de disputés en National, il décide de ne pas poursuivre l'aventure, et arrive à Nîmes en 2005. Deux ans plus tard, il tente le challenge boulonnais, consistant à se maintenir en Ligue 2 pour la saison 2007-2008.
Il devient recruteur en juillet 2011 pour l'Union Sportive Boulogne Côte d'Opale, son dernier club professionnel. Il devient ensuite entraîneur adjoint au Valenciennes FC à partir de 2015.
Il est nommé entraineur principal de Valenciennes FC le 3 juin 2022.
Nicolas Rabuel entraîne le SAS Épinal depuis juin 2024[réf. nécessaire].